# Macarocosma philochrysa
Macarocosma philochrysa är en fjärilsart som beskrevs av Edward Meyrick 1931. Macarocosma philochrysa ingår i släktet Macarocosma och familjen praktmalar, Oecophoridae. Inga underarter finns listade i Catalogue of Life.